# Legio X Veneria
Legio X Veneria (X Венерин легіон) — римський легіон. Інші назви X легіон вершників (Legio X Equestris) та X Цезарів легіон (Legio X Caesaris).

## Історія
Сформовано у 66 році проконсулом Нарбонської Галлії Гаєм Кальпурнієм Пізоном для боротьби з повсталим племен галлів-алоброгів. Спочатку мав лише X номер. Надалі залишався у цій провінції задля забезпечення римського контролю. Версія щодо утворення легіону у 61 році до н. е. Гаєм Юлієм Цезарем під час урядування у провінції Дальня Іспанія немає достатніх аргументів.
Легіон опинився у складі армії Гая Юлія Цезаря після отриманням ним у 58 році до н. е. відповідного проконсульства. Тоді ж або трохи пізніше Цезар надав йому ім'я «Венерин» — на честь міфічної прародительки роду Юліїв. Легіон брав участь у найвизначніших битвах Галльської війни — у битвах при Генаві, Бібракті та Алсазії 58 року до н. е., військовій кампанії 57 року до н. е., битвах при Аварікумі, Герговії та Алезії 52 року до н. е., а також у походах до Британії 55 та 54 років до н. е. Стає одним з улюблених легіонів Гая Цезаря, тому носив неофіційну назву Цезарів (або щоб відрізнити від інших легіонів з такою самою нумерацією).
З початком боротьби Цезаря із Гнеєм Помпеєм Магном за владу над Римом легіон звитяжив у битвах при Ілерід 49 року до н. е., Діррахіумі та Фарсалі 48 року до н. е., Тапсі 46 року до н. е., Мунді 45 року до н. е. Після вбивства Цезаря у 44 році до н. е. легіон очолив Марк Емілій Лепід, який зумів домовитися із сенатом. У 43 році до н. е. був у складі сенаторської армії, яка перемогла Марка Антонія у битві при Мутіні.
У 42 році до н. е. опинився в підпорядкуванні Марка Антонія, який разом з Гаєм Октавіаном переміг республіканців у битві при Філіппах. Після цього ветерани легіону отримали землі біля Кремони і Бріксії (сучасна Брешіа). Тоді ж легіон отримав почесне додаткове ім'я «Вершників».
Легіон за наказом Марка Антонія перемістився до Малої Азії. У 36-33 роках до н. е. брав участь у походах проти Великої Вірменії, Мідії Атропатени та Парфії, проте без особливого успіху. Після завершення бойових дій деякий час розташовувався у Каппадокії. У 31 році до н. е. брав участь у битві при Акціумі на боці Марка Антонія. Після втечі останнього здався Марку Віпсанію Агриппі. Його ветерани отримали землі у Патрах.
Октавіан Август мав намір перевести легіон до Піренейського півострова, де готував війну проти кантабрів й астурів. Втім легіон виступив проти переведення з Балканського півострова. За це Октавіан позбавив його ім'я Equestris, а незабаром розформував, приєднавши значну частину до X легіону Близнюків, якому передав ім'я «Вершників». У зв'язку із цим виникає плутанина з цими легіонами.